# Bithia demotica
Bithia demotica är en tvåvingeart som först beskrevs av Egger 1861.  Bithia demotica ingår i släktet Bithia och familjen parasitflugor. Inga underarter finns listade i Catalogue of Life.